# Marciano Sanca
Marciano Sanca Tchami (Bisáu, 3 de marzo de 2004) es un futbolista bisauguineano que juega como delantero en la U. D. Almería de la Segunda División de España.

## Trayectoria
Nacido en la capital bisauguineana, se inició en el MEPA Academy de su país natal antes de marchar a jugar a Portugal, primero en el fútbol base del Gil Vicente F. C. y luego en el Leixões S. C.
El 22 de enero de 2022 fichó por la U. D. Almería para jugar en su filial en la Tercera Federación, donde debutó destacadamente al anotar dos goles frente al C. D. Intergym Melilla tan solo tres minutos después de entrar como suplente. Mantuvo sus buenos números goleadores durante su etapa en el filial, siendo el máximo goleador del equipo y llegando a anotar en cinco partidos seguidos de liga.
Para la temporada 2023-24 logró hacerse un hueco en el primer equipo en Primera División, compaginando apariciones con el filial. Debutó con el primer equipo el 6 de octubre de 2023 al entrar como suplente en una derrota liguera por 3-0 frente al Athletic Club. En total disputó ocho partidos antes de ser cedido en enero a la A. D. Alcorcón. Con este equipo jugó once encuentros en la Segunda División y en agosto fue prestado al Betis Deportivo Balompié.

## Clubes
Actualizado al último partido disputado el 24 de mayo de 2025.
| Club                              | País   | Año       | Partidos | Goles |
| --------------------------------- | ------ | --------- | -------- | ----- |
| U. D. Almería "B"                 | España | 2022-2024 | 48       | 21    |
| U. D. Almería                     | España | 2023-act. | 8        | 0     |
| A. D. Alcorcón (cedido)           | España | 2024      | 11       | 0     |
| Betis Deportivo Balompié (cedido) | España | 2024-2025 | 18       | 0     |